# ماكدونل دوغلاس كيه سي-10 إكستندر
كيه سي-10 إكستيندر (بالإنجليزية:  KC-10 Extender)‏ هي طائرة خزان لعمليات تموين الوقود جوا. تخدم بشكل أساسي في القوات الجوية الأمريكية وهي مطوره من الطراز المدني ماكدونل دوغلاس دي سي-10-30. كيه سي-10 هي الطائرة الثانية على التوالي التي تختارها القوات الجوية الأمريكية من ماكدونل دوغلاس للخدمة بها بعد سي-9 نايتنجال. شاركت الطائرة الخزان كيه سي-10 إكستيندر في حرب فيتنام، وفي عملية العشب النيكلي خلال حرب أكتوبر 1973 مع القوات الجوية الأمريكية.

## المستخدمون
- الولايات المتحدة
  - القوات الجوية الأمريكية تستخدم 59 من طراز (KC-10) منذ سبتمبر 2007.[1]
- هولندا
  - القوات الجوية الملكية الهولندية تستخدم طائرين KDC-10، وطائرة DC-10.

## مواصفات الطائرة
الخصائص العامة
- الطول:  ()
- باع الجناح:  ()
- الارتفاع:  ()

الأداء